# История медицины в Армении
Армянская медицина (арм. Հայկական բժշկություն) — совокупность знаний о классической медицине, сохранении и поддержании здоровья, гигиене и образе жизни в Древней и Средневековой Армении.

## История

### Античный период
Mедицина, являясь неотъемлемой частью культуры Древней Армении, своими корнями уходит в глубь веков. Армянская медицина вобрала в себя лечебный опыт многих поколений народных врачевателей. После принятия в 301 году христианства в Армении на месте языческих храмов были сооружены монастыри, при которых по инициативе католикоса Нерсеса I Великого (353–373) были открыты первые больницы.
Армянская медицина располагает богатейшей сокровищницей лекарственных средств, включающей представителей флоры, фауны и неорганической природы Армении. Особенно славились в древности лекарственные растения Армянского нагорья, которые вывозились во многие страны Востока и Запада и вошли в древнейшие фармакопеи. Геродот, Страбон, Ксенофонт, Тацит в своих описаниях упоминают о целебных растениях армянской флоры.

### Средние века

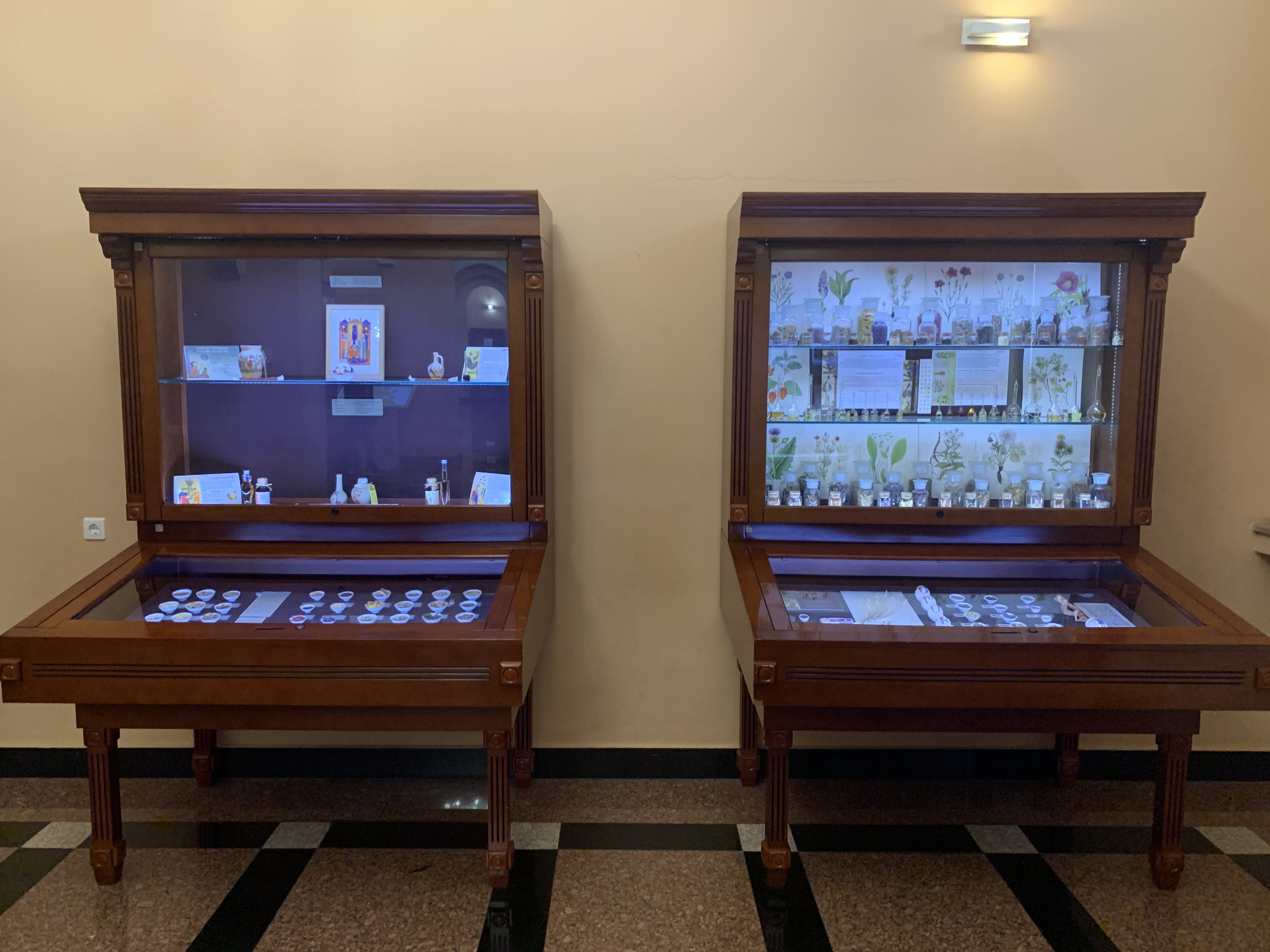
Экспонаты древнеармянской медицины Матенадарана

Мовсес Хоренаци пишет, что царь Вагаршак (II век н.э.) осушал болота Тайка, в первую очередь гавара Кога, создавая там сады и цветники, в которых выращивали лекарственные растения (Хоренаци, II; 6). Согласно римскому историку Тациту, армянские крестьяне для лечения ран применяли «деревенские» лекарства.
Целебные свойства некоторых растений, в частности брионии двудомной, чернушки и ряда других привели к почитанию этих растений в Древней Армении. Большой популярностью пользовались также лекарственные средства неорганического происхождения (армянская глина, камень, бура, а также соединения ртути, железа, цинка, свинца). Как писал Ибн Сина, «армянская глина удивительно действует на раны... Она особенно помогает от чахоточных и моровых лихорадок».
Препараты железа применялись для лечения ряда болезней, при которых они используются и в современной медицине. В арсенале лекарственных средств прочное место занимали ртутные препараты, добывающиеся в Армении, в том числе и киноварь.
Помимо этих средств, в медицине использовались также лекарственные вещества животного происхождения (органные, тканевые и ферментативные препараты): вытяжки из половых желез, мозга, печени, селезёнки, желчь некоторых животных, сывороточная закваска рубцов желудка зайца; препараты смешанной природы: так называемая влажная зуфа, мумиё и некоторые другие, обладавшие гормональным, антитоксическим и противосклеротическим действием.
Армянская классическая медицина на заре своего развития испытала благотворное влияние эллинистической науки. Труды классиков античной философии, естествознания и медицины – Платона, Аристотеля, Гиппократа, Галена, Асклепиада и других, переведённые в V–VII веках усилиями грекофильской переводческой школы на древнеармянский язык, сыграли большую роль в формировании мировоззрения армянских врачей. В течение трёх веков (с V по VIII) в армянской медицине шла напряжённая работа по творческому освоению античного наследия. Средневековые врачи глубоко изучили научные труды античных классиков. В средневековой армянской книжности античное учение о четырёх стихиях и эквивалентных им четырёх кардинальных влагах (кровь, слизь, жёлтая и серная желчь) впервые встречается в труде Езника Кохбаци «Опровержение ересей» (Езник Кохбаци, 1926). С принципами гиппократовской медицины был знаком философ Давид Анахт (конец V – начало VI в.). Учёный Анания Ширакаци (VII в.), наряду с космографией, занимался также вопросами фитотерапии (Матенадаран, рукопись № 8397), где описываются лечебные свойства растения амаспюр.